# Grafitový důl v Českém Krumlově

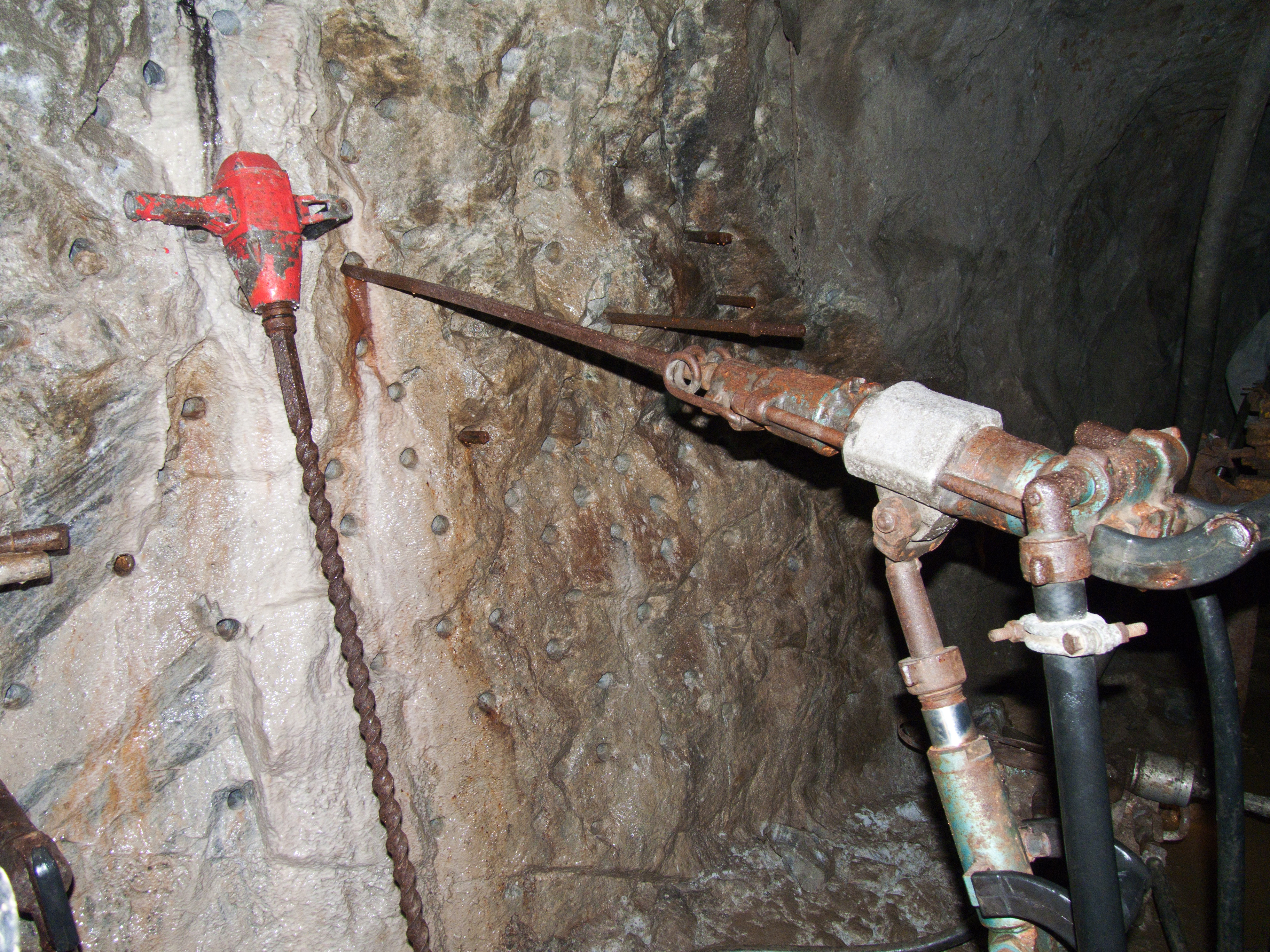
Hornické vrtáky

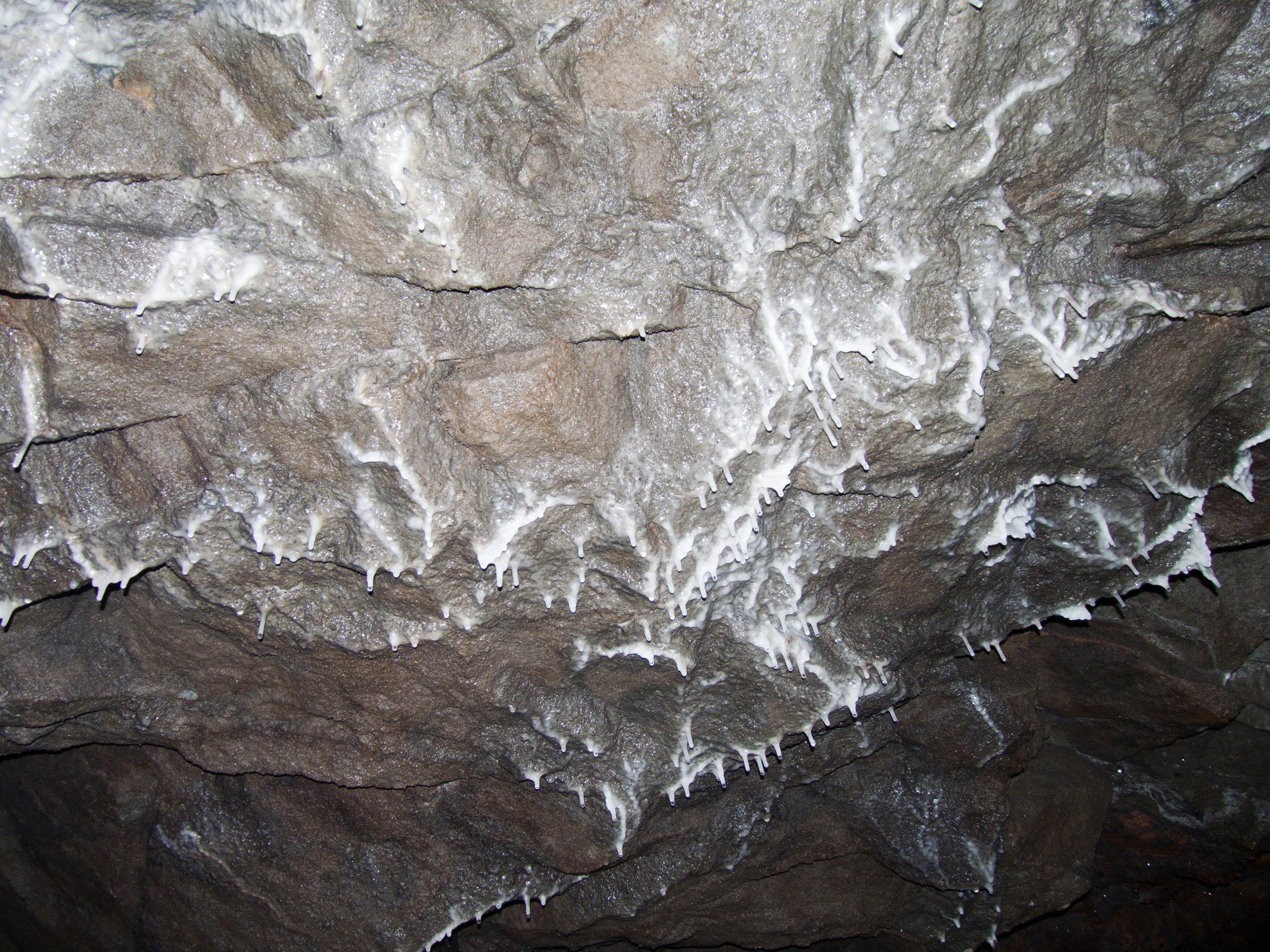
Krápníky na stropě šachty

Grafitový důl v Českém Krumlově je turistický název od roku 2003 již netěženého ložiska grafitu v Českém Krumlově. Důl byl založen v roce 1975 a stal se tak nejmladším grafitovým dolem v České republice.

## Popis
Důl Městský vrch, který je překopem spojen s nedalekým dolem Lazec, zahrnuje přes 13 km vyražených chodeb s větráním 27 komíny, jež také sloužily jako únikové cesty a mají výšku 30 až 60 m.
Na čelbě se používaly československé trhaviny, například nitroglycerinový Perunit a Danubit. Grafit z dolu byl velmi kvalitní a jeho vrstvy měly tloušťku od 20 do 150 cm, surovina obsahovala 80-90 % uhlíku.. Vytěžený materiál pak byl kamiony dovezen do Netolic, kde se dále zpracovával.
Průměrná teplota v chodbách nevystoupá nad 12 °C.

## Historie
Na Českokrumlovsku je těžba grafitu zaznamenaná od roku 1767, ale je známo, že grafit byl v oblasti používán při výrobě keramiky již v období před naším letopočtem. Těžbou na Českokrumlovsku se zabývali Schwarzenbergové a Eggenbergové, v polovině 19. století pak poptávka po grafitu prudce stoupla a do těžby se pustilo mnoho dalších firem, k nejznámějším z nichž patří těžařstvo bratří Poráků.
Těžba v dole skončila z ekonomických důvodů v roce 2003, ale již roku 1994 zde začaly turistické prohlídky, jež s krátkou přestávkou trvají dodnes. V březnu roku 2006 báňský úřad prohlídky z bezpečnostních důvodů zakázal, tehdejší provozovatel neměl finanční prostředky na sanaci, ale město se rozhodlo turisticky přitažlivé místo zachránit i z důvodu, že se stalo třetí nejnavštěvovanější městskou památkou. Důl se stal roku 2006 majetkem města, následujícího roku jej však zakoupila společnost Grafitový důl Český Krumlov spol. s r.o., jež jej dosud provozuje. Grafitový důl se veřejnosti znovu otevřel dne 1. května 2008. Někteří z bývalých horníků se stali průvodci, další se začali starat také o údržbu techniky a dostali na starost sanační a rekultivační práce.

## Prohlídky
Na místo při silnici I/39 na Černou v Pošumaví lze dojet autem, před hlavní budovou je možné zaparkovat, je však dobře dostupné i pěšky - od hlavního českokrumlovského parkoviště u Jelení zahrady je vzdáleno jen 500 metrů. Prohlídky o počtu 10 - 20 návštěvníků je nutné rezervovat, prohlídky s průvodcem lze domluvit i mimo oficiální otevírací dobu. Před vlastní prohlídkou jsou návštěvníci vybaveni ochrannou kombinézou, holínkami, helmou a čelním světlem s baterií připevněnou k opasku. Prohlídka začíná za hlavní budovou a trasa je dlouhá přibližně 2 kilometry, přičemž od června 2007 vozí návštěvníky cca 1 km do nitra dolu důlní vlak. Začíná se v místě kolem 75 m pod zemským povrchem.
Vzorky zdejšího grafitu spolu s keramikou, průmyslovými nádobami a hornickými oděvy si lze prohlédnout v městském muzeu.